# Szélfarm

Egy modern szélkerék

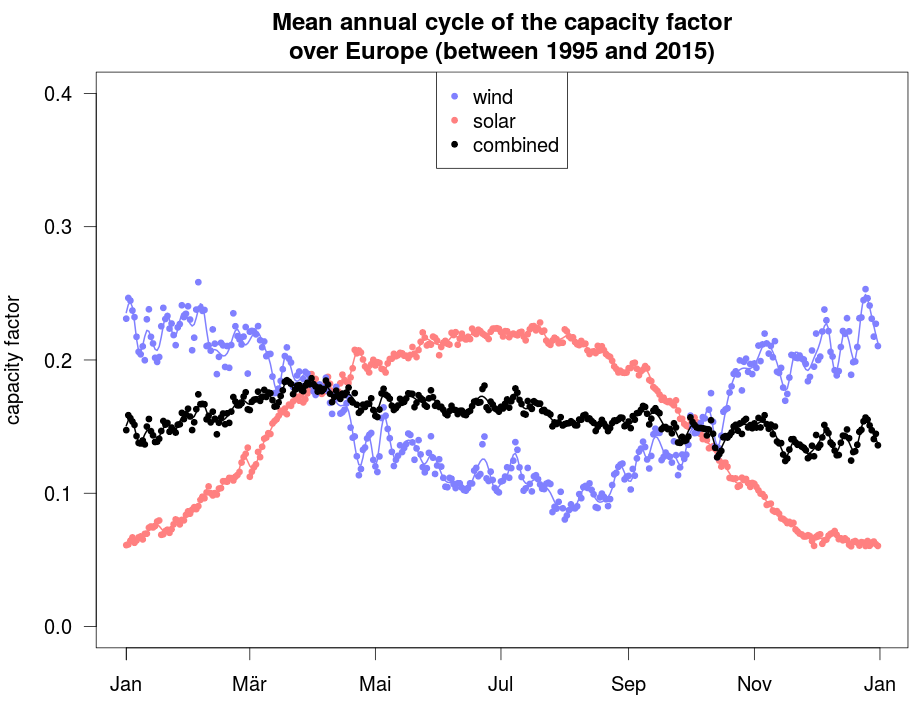
A szélerőművek és a naperőművek termelési ingadozása Európában. Akkor a legkisebb a termelési ingadozás, ha szél- és naperőműveket egyaránt építenek.

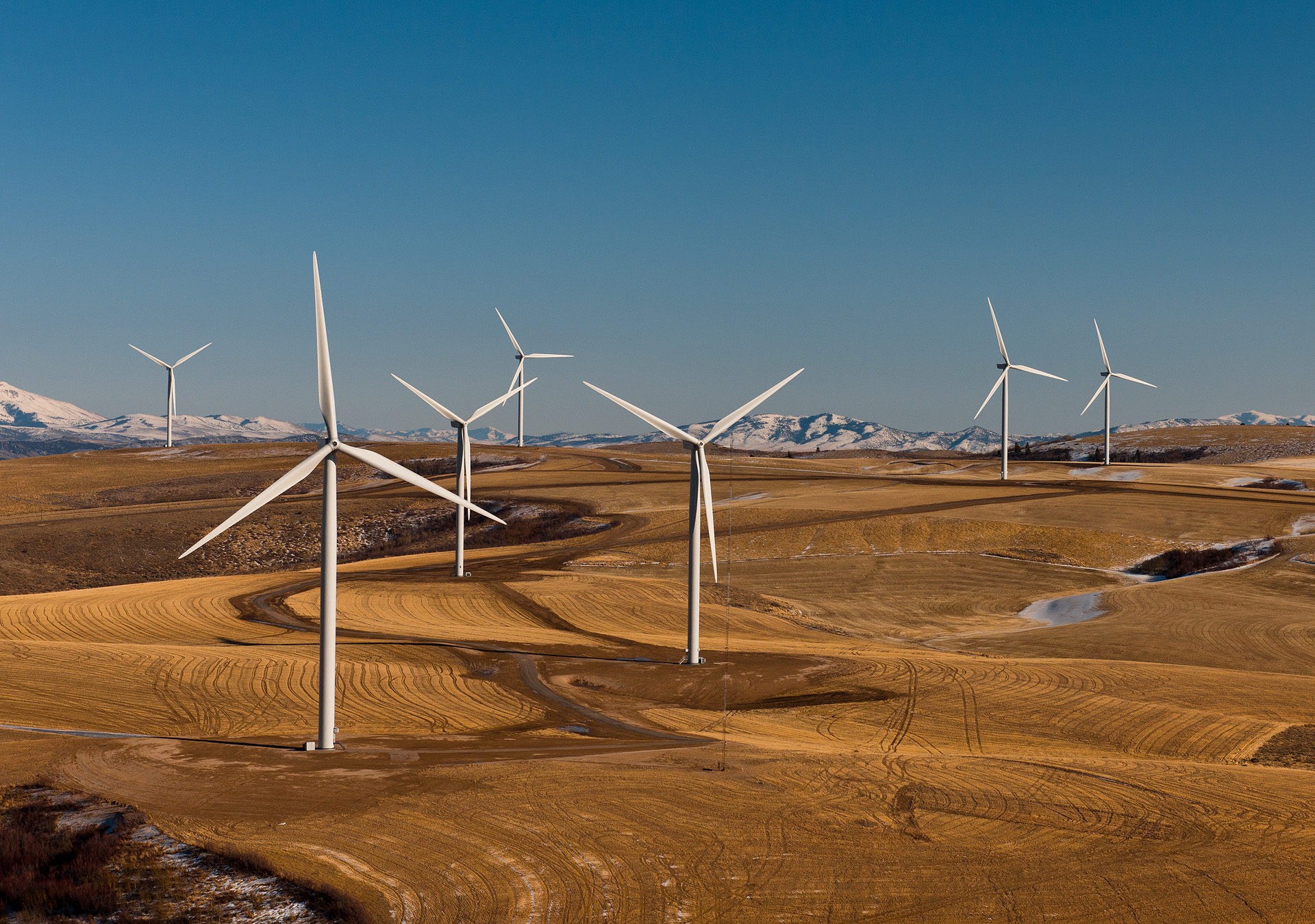
Szélfarm Észak-Amerikában

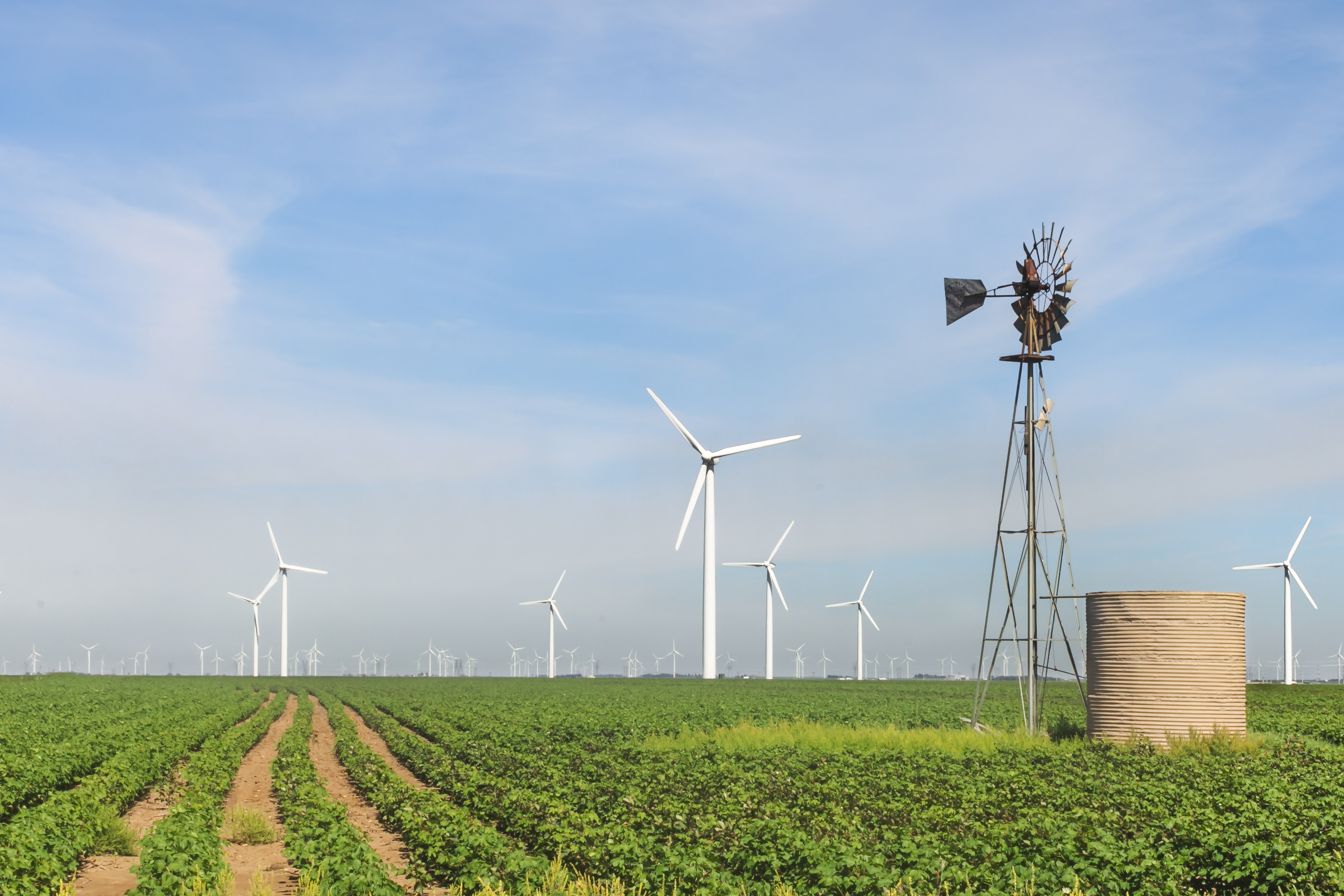
Szélfarm Texas nyugati részén (USA)

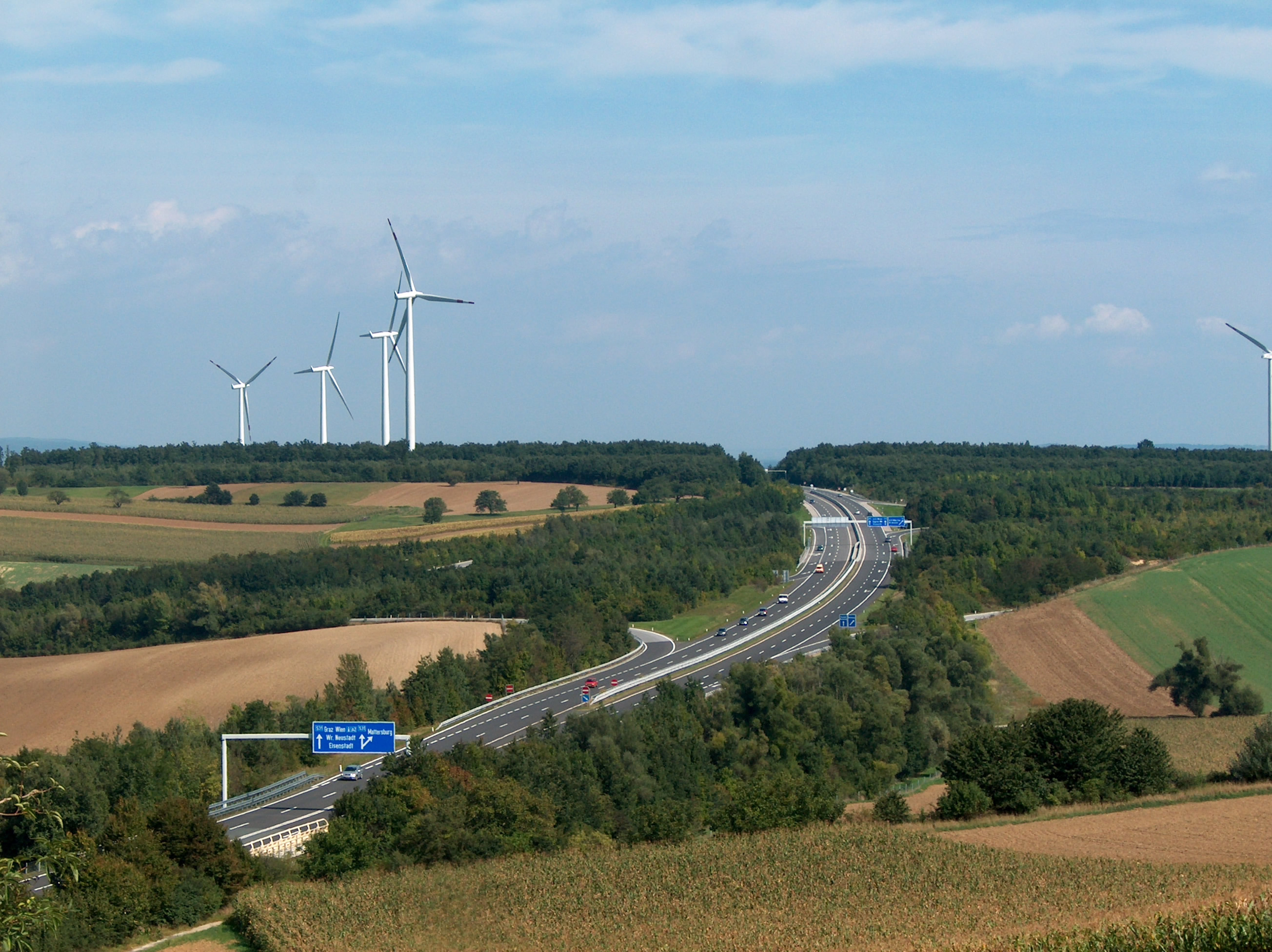
Szélerőmű Ausztriában, Kismarton közelében

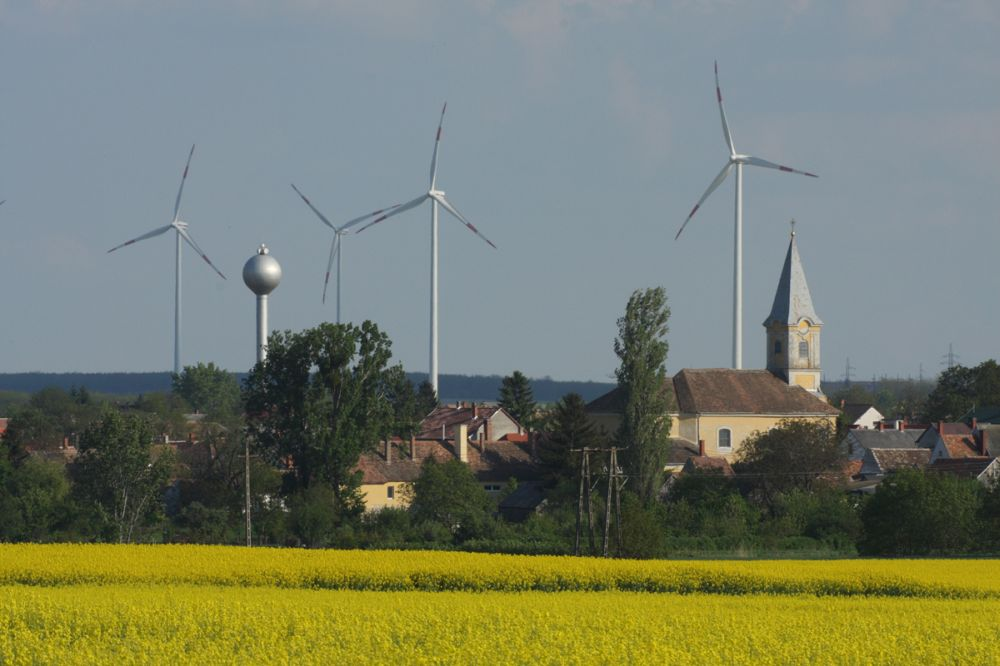
Látkép a peresztegi templommal, háttérben a sopronkövesdi szélturbinák

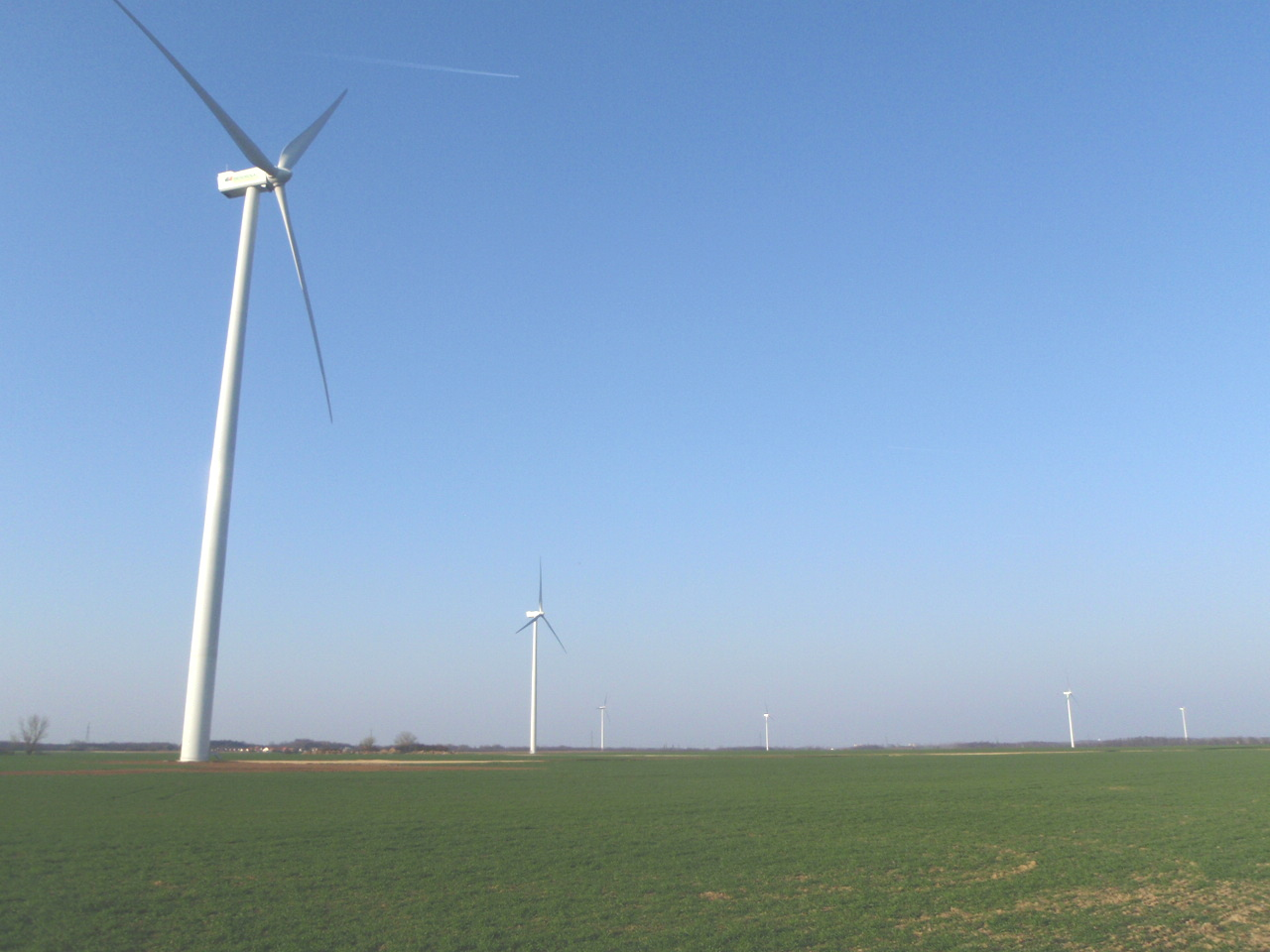
Szélerőműpark, Ikervár

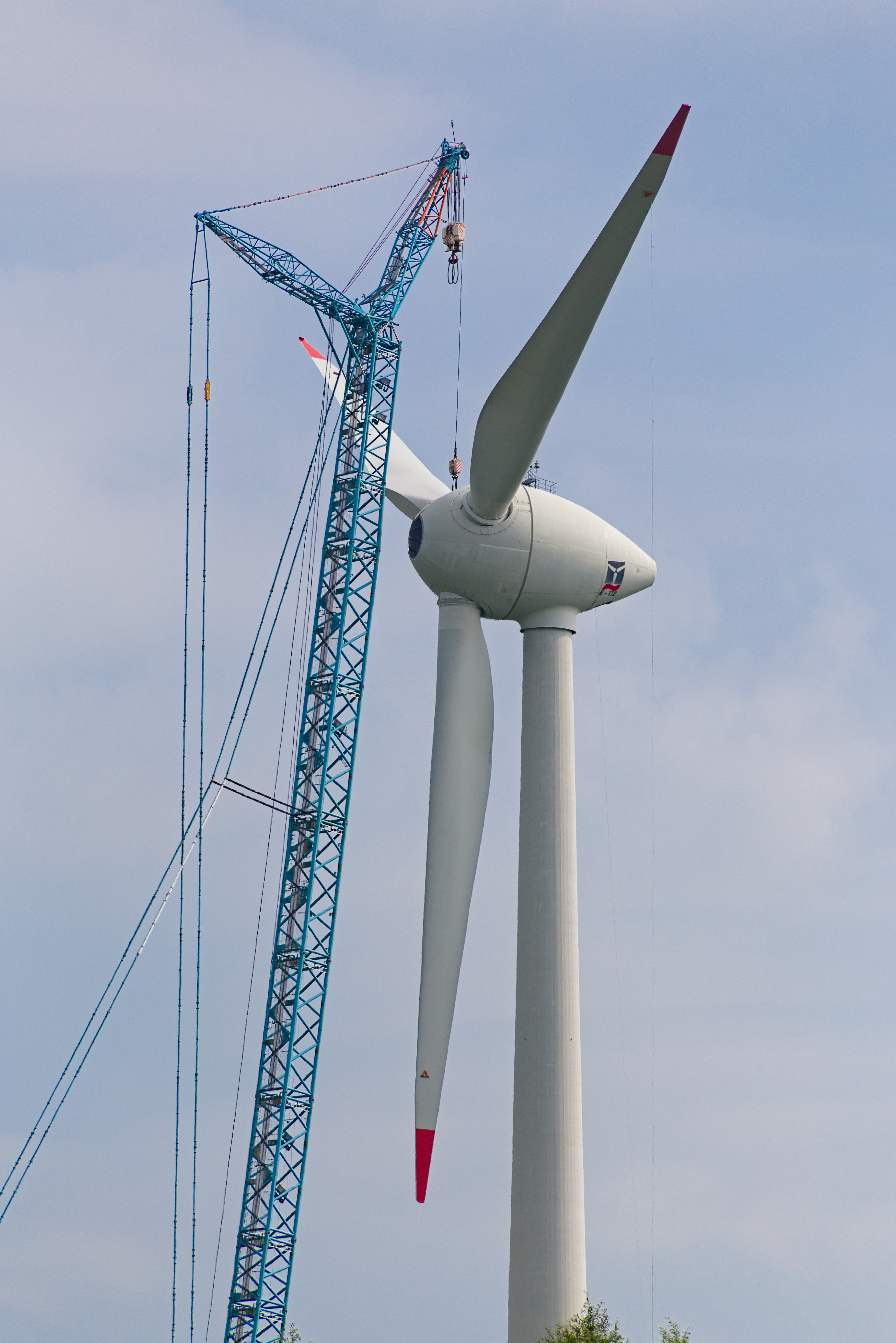
Egy telepítés alatt álló szélturbina

A szélfarm, más néven szélerőmű vagy szélpark elektromos áram termelése céljából telepített szélturbinatelep. A szélerőmű több szélturbinából (legalább három vagy több toronyból) álló telep, amihez hozzátartoznak a tornyokat kiszolgáló szervizutak, a villamos vezetékhálózat és a villamos táphálózathoz való csatlakozást biztosító berendezések (transzformátortelep) is.
Mivel a szélenergia az esetleges rendelkezésre állású megújuló energiaforrások közé tartozik (egy adott helyen nem mindig és nem mindig ugyanakkora sebességgel fúj a szél), így a szélenergiával termelt villanyáram tényleges mennyisége és rendelkezésre állása kiszámíthatatlan. E tulajdonsága felhasználásának egyik legfontosabb korlátja.

## Létesítésük, elterjedtségük
Szélerőművi telepek létesíthetők szárazföldön és nagy kiterjedésű vízfelületek (tengerek) partközeli sávjában egyaránt. A szélerőművek a legrégebben alkalmazott megújuló energiát hasznosító villamos energia előállítási eszközök, térnyerésük az 1973-as olajválság nyomán már az 1970-es években megindult. Már 1974-ben megalakult a szélenergia-ipar első lobbicsoportja is az Egyesült Államokban (AWEA, American Wind Energy Association).
Az első tengeri (offshore) szélerőmű 1991-ben épült a dániai Lolland szigetén, Vindeby város partjai mentén. Az erőmű 11 darab 450 kW teljesítményű turbinából állt. A rotorok átmérője 35 méter volt. Az erőművet 2015 és 2017 közt üzemen kívül helyezték és elbontották. Működése során egy-egy turbinája éves átlagban 907 MWh villanyáramot termelt, ami a beépített névleges turbinateljesítmény 23 százaléka.
A tengeri szélerőművi telepek jelenleg elterjedtebbek Európában, az Egyesült Államokban arányuk nem jelentős. A szélerőművek a legkiforrottabb megújuló energiára épülő villamos energia termelési megoldásként a 2000-es évektől az egyik leggyorsabban terjedő áramfejlesztési eljárást jelentették, a telepített kapacitás 2021 végére világszinten meghaladta a 839 gigawattot. A szélerőművek által termelt villamos áram komoly szerepet játszik az áramellátásban: 2021 végén az Amerikai Egyesült Államokban 136 gigawatt volt a kiépített szélerőművi kapacitás, ami a termelés 9,1 százaléka. 2022-ben Európában 255 gigawatt volt a kiépített szélerőművi kapacitás. Ez a teljes energiatermelés 17 százaléka. Európában Dániában a legmagasabb a szélerőművekkel termelt áram aránya; a teljes villamosenergia igény 55 százalékát, 7282 MW-nyi áramot termelnek az ország szélerőművei. Magyarországon 2022-ben 329 megawatt volt a kiépített szélerőművi kapacitás. Ez a teljes hazai energiatermelés 1 százaléka.
2020 táján a legnagyobb működő szárazföldi szélerőművek közül sok Kínában, Brazíliában, Indiában, Svédországban és az Egyesült Államokban található.  Míg a tengeri szélerőművek közül a 2020-as évek elején a legnagyobbak az Egyesült Királyságban találhatók.
Kezdetben a legnagyobb szélfarmok közül sok az Amerikai Egyesült Államokban (USA) épült fel, Kaliforniában, mint az Altamont-hágó, a San Gorgonio-hágó és a Tehachapi-hágó . A világ legnagyobbja a Stateline Wind Project lesz Washington és Oregon államok határán, amely már 186 turbinát működtet, és még 279-nek az építésére van engedélye. A szélenergia hasznosításában Kína sem kíván lemaradni, ott található például a jelenleg 5000 MW kapacitású, ám 2020-ra a tervek szerint 20 000 MW kapacitást elérő Gansu Szélfarm.

## Legnagyobb szélfarmok
| Szélfarm neve                    | Kapacitás (MW) | Ország                    | Források                  |
| -------------------------------- | -------------- | ------------------------- | ------------------------- |
| Gansu Wind Farm                  | 8 000          | Kína                      | [ 8 ] [ 9 ] [ 10 ] [ 11 ] |
| Zhang Jiakou                     | 3 000          | Kína                      | [ 8 ]                     |
| Urat Zhongqi, Bayannur           | 2 100          | Kína                      | [ 8 ]                     |
| Markbygden                       | 2 000          | Svédország                |                           |
| Hami szélfarm                    | 2 000          | Kína                      | [ 8 ]                     |
| Damao Qi, Baotou City            | 1 600          | Kína                      | [ 8 ]                     |
| Muppandal Wind farm              | 1 500          | India                     | [ 12 ]                    |
| Alta (Oak Creek-Mojave)          | 1 320          | Amerikai Egyesült Államok | [ 13 ]                    |
| Complexo Eólico Lagoa dos Ventos | 1 112          | Brazília                  | [ 14 ]                    |
| Jaisalmer Wind Park              | 1 064          | India                     |                           |
| Complexo Eólico Rio do Vento     | 1 038          | Brazília                  | [ 15 ]                    |
| Hongshagang, Minqin              | 1 000          | Kína                      | [ 8 ]                     |
| Kailu, Tongliao                  | 1 000          | Kína                      | [ 8 ]                     |
| Chengde                          | 1 000          | Kína                      | [ 8 ]                     |
| Shepherds Flat Wind Farm         | 845            | Egyesült Államok          |                           |
| Meadow Lake Wind Farm            | 801            | Egyesült Államok          | [ 16 ] [ 17 ]             |
| Roscoe Wind Farm                 | 781.5          | Egyesült Államok          | [ 18 ]                    |
| Horse Hollow Wind Energy Center  | 735.5          | Egyesült Államok          | [ 19 ] [ 20 ]             |
| Capricorn Ridge Wind Farm        | 662.5          | Egyesült Államok          | [ 19 ] [ 20 ]             |
| Fântânele-Cogealac Wind Farm     | 600            | Románia                   | [ 21 ]                    |
| Fowler Ridge Wind Farm           | 599.8          | Egyesült Államok          | [ 16 ]                    |
| Sweetwater Wind Farm             | 585.3          | Egyesült Államok          | [ 19 ]                    |
| Complexo Eólico Chuí             | 582            | Brazília                  |                           |
| Zarafara Wind Farm               | 545            | Egyiptom                  | [ 22 ]                    |
| Whitelee Wind Farm               | 539            | Egyesült Királyság        |                           |
| Buffalo Gap Wind Farm            | 523.3          | Egyesült Államok          | [ 19 ] [ 20 ]             |
| Dabancheng                       | 500            | Kína                      | [ 23 ]                    |
| Panther Creek Wind Farm          | 458            | Egyesült Államok          | [ 20 ]                    |

| Szélfarm neve         | Kapacitás (MW) | Ország             | Turbinák és márkájuk                             | Létesítés éve | Forrás               |
| --------------------- | -------------- | ------------------ | ------------------------------------------------ | ------------- | -------------------- |
| Hornsea szélfarm      | 1 218          | Egyesült Királyság | 174 x Siemens Gamesa SWT-7.0-154                 | 2019          | [ 24 ] [ 25 ]        |
| Walney szélfarm       | 1 026          | Egyesült Királyság |                                                  | 2018          | [ 26 ]               |
| Triton Knoll szélfarm | 857            | Egyesült Királyság | 90 × Vestas V164 9,5 MW                          | 2021          | [ 27 ] [ 28 ]        |
| Jiangsu Qidong        | 802            | Kína               | 134 × (négy hazai gyártó hét különböző modellje) | 2021          | [ 29 ] [ 30 ]        |
| Borssele I &amp; II   | 752            | Hollandia          | 94 × Siemens Gamesa 8MW                          | 2020          | [ 31 ] [ 32 ]        |
| Borssele III és IV    | 731,5          | Hollandia          | 77 × Vestas V164 9,5 MW                          | 2021          | [ 33 ] [ 34 ]        |
| East Anglia Array     | 714            | Egyesült Királyság | 102 × Siemens Gamesa 7MW                         | 2020          | [ 35 ] [ 36 ]        |
| London Array          | 630            | Egyesült Királyság | 175 × Siemens Gamesa SWT-3.6-120                 | 2013          | [ 37 ] [ 38 ] [ 39 ] |
| Kriegers Flak         | 605            | Dánia              | 72 × Siemens Gamesa SWT-8.4-167                  | 2021          | [ 40 ] [ 41 ]        |
| Gemini Wind Farm      | 600            | Hollandia          | 150 × Siemens Gamesa SWT-4.0                     | 2017          | [ 42 ]               |

## Magyarországon
Magyarország területén alacsony, 2-6 m/s közé tehető az átlagos szélsebesség, a szeles napok éves átlaga pedig csak 131. Ennek eredményeként csak kevés olyan terület akad az országban, ahol szélerőmű hatékonyan és gazdaságosan üzemeltethető.
Az első magyar szélturbinák Inotán és Kulcson létesültek. A Kárpát-medence északnyugati részén, elsősorban a Mosoni-síkságon a szél erőssége és mennyisége eléri a gazdaságos üzemeltetéshez szükséges mértéket. Ennek megfelelően ezen a vidéken már ma is nagy számú szélturbina üzemel. Szélerőműparkokat találunk Mosonmagyaróvár, Levél, Mosonszolnok, Sopronhorpács, Völcsej, Lövő, Nagylózs, Sopronkövesd, Ikervár, Csénye, Vép, Ostffyasszonyfa, Ács, Nagyigmánd, Kocs határában. A tervezett építések közül a Kőszegpaty–Acsád térsége, Bonyhád északi oldalán lévők még előkészítés fázisában vannak. 2022-es adatok szerint a technológia fejlődésének (azaz a sokkal magasabb, 100 méter feletti magasságú tornyoknak) köszönhetően azokon a területeken, ahol éves átlagban 3,5–4 m/s, vagy ennél magasabb szélsebességet mérnek – az Alföld középső része, a Dunántúli-középhegység, az Észak-Dunántúl – hatékonyan hasznosítható lenne a szélenergia.
2016 és 2023 közt újabb turbinák telepítése Magyarországon nem volt lehetséges, mivel egy akkor meghozott törvény miatt beépített terület határától számított 12 000 méteren belül – a háztartási méretű kiserőműnek számító szélerőmű kivételével – szélerőmű nem állítható fel. Több európai országban ez a védőtávolság 1200 m alatt van, viszont mivel ennek a tízszeresét elérő hazai előírásnak megfelelő terület gyakorlatilag egész Magyarország területén nem található, így 2021-es adatok szerint újabb szélerőművek nem létesíthetőek.
Magyarországon 2022-es adatok szerint utoljára 2006-ban engedélyezték szélerőművek létesítését, így szakértők szerint az országban a természeti adottságainknál jóval kevesebb szélerőmű üzemel.
Jelenleg Magyarországon 172 olyan szélturbina áll, ami csatlakozik a közüzemi hálózathoz. Ezek névleges összteljesítménye 329 325 kW.

#### A magyarországi szabályozás
A magyar Országgyűlés 2016-ban egy olyan törvényt hozott, amely ellehetetlenítette a szélerőművek építését. A törvény szerint csak olyan helyre lehet szélturbinát építeni Magyarországon, mely minimum 12 km-es távolságra van a legközelebbi lakott területtől. Magyarországnak azonban a sűrű beépítettsége miatt nincs olyan pontja, ahol ne lenne 12 km-en belül lakott terület, így ezzel a törvénnyel ellehetetlenítették a szélerőművek építését.
A szélenergia háttérbe szorítását a kormányzat azzal indokolta, hogy szélenergia tekintetében Magyarország kevésbé jó lehetőségekkel rendelkezik, mint más európai országok. Ennek megfelelően elsősorban más, az ország adottságait megfelelően kihasználó megújuló energiaforrások felhasználását részesítik előnyben, mint amilyenek a naperőművek, a földhő és a biomassza.
2023 végén elfogadott törvénymódosításokkal a védőtávolságot 700 méterre csökkentették (azonban ezt a védőtávolságot a nemzetgazdasági szempontból kiemelt jelentőségű beruházások esetében nem kell betartani), a turbinatornyok magasságát pedig 130 méterben maximálták (a 130 méteres határ a turbinát tartó oszlop magasságára vonatkozik).
2024-ben pályázatot írtak ki új szélerőművi kapacitások létesítésére. Ezeken két pályázó összesen 695 MW névleges teljesítményű szélerőmű telepítésére szerzett jogot, a Győr-Moson-Sopron vármegyei Vadosfa térségében történő 400 kV feszültségű csatlakozással. Ezzel a magyarországi ipari méretű turbinák és szélerőművek névleges teljesítménye át fogja lépni az 1 GW-t.

## Környezetre, tájképre és emberi egészségre gyakorolt hatások
A szélenergiát hasznosító erőművek környezetre, tájképre és emberi környezetre gyakorolt hatásai széleskörűek, kiterjedtek, és jelenleg még nem megfelelően vizsgáltak.
Az egyik jelentős kezeletlen környezeti hatás a szélerőművek által okozott környezetterhelés. A jelenleg alkalmazott ipari méretű szélturbinák tervezett élettartama 20-25 év. A turbinák tornyaihoz használt nagy tömegű beton alaptesteknek és a turbinák üvegszál- és szénszálerősítésű műanyag széllapátjainak újrahasznosítása és/vagy ártalmatlanítása jelenleg nem megoldott. 

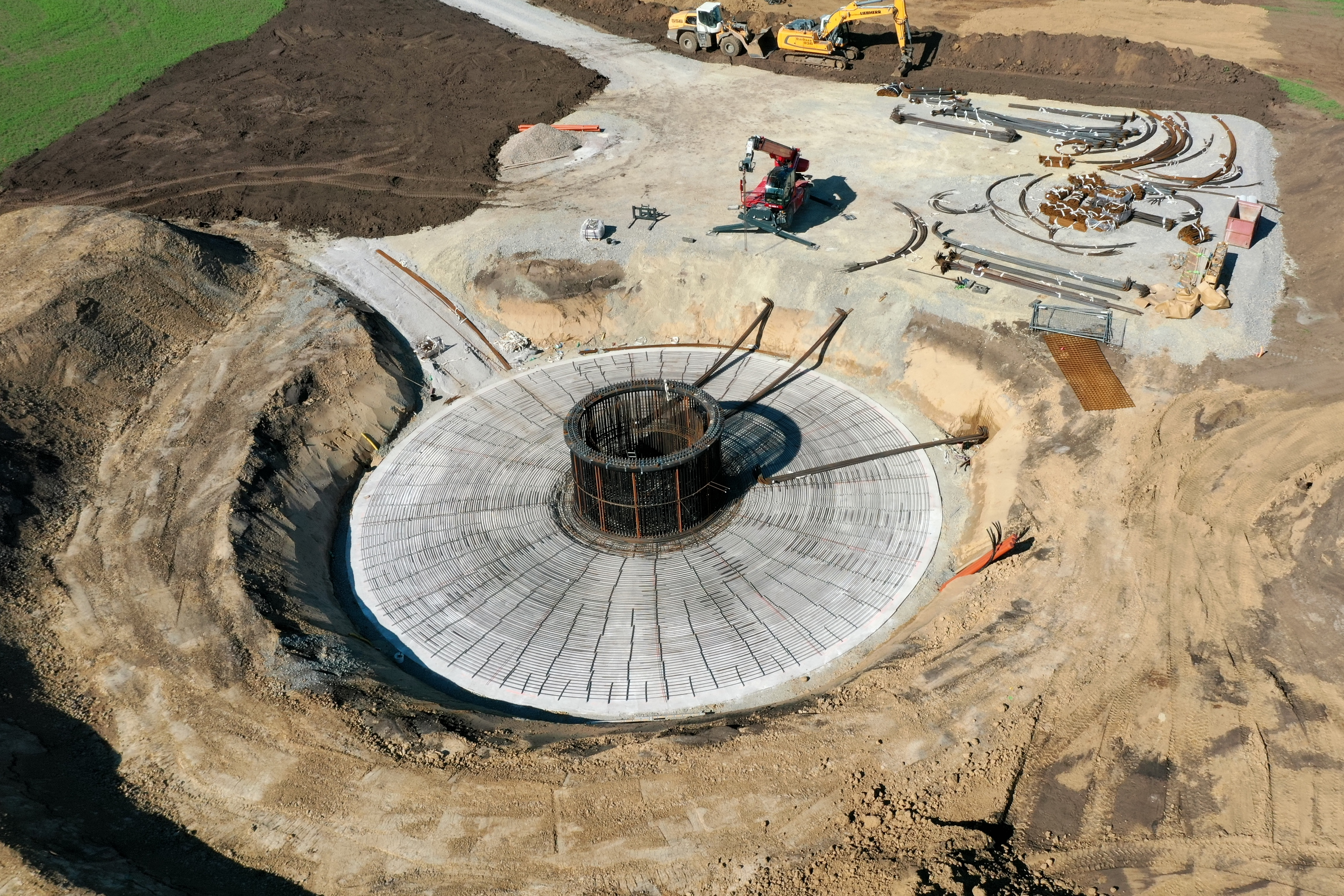
Szélturbina beton alaptestének építése Türingia területén, 2025

Egy 5 MW teljesítményű turbina beton alapteste közelítőleg 25 méter átmérőjű, öntéséhez 823 köbméter, azaz kb. 2000 tonna betont és 100 tonna betonvasat használnak fel. Az alaptest mérete a szélturbina toronymagasságának és rotorátmérőjének megfelelően nő. Az alaptest teszi ki a szélturbinák teljes tömegének közelítőleg 75 százalékát.  A beton alaptestek visszabontása, a kitermelt vasalt beton újrahasznosítása jelenleg nem megoldott, ezért az alaptesteket jobbára csak a földfelszín alatti 60-120 cm mélységig bontják vissza, a bontás tetemes költsége és műszaki kihívásai miatt. Az elbontott beton egy kis részét aggregátként újra hasznosítják alacsonyabb műszaki elvárásokat támasztó betonszerkezetekben.
A széllapátok kompozit műanyagának újrahasznosítása/ártalmatlanítása jelenleg nem megoldott. Azonban e hulladék mennyisége évről évre nő. Egy 2023-as  európai tanulmány a 2022-ig megépült és ismert tervezett szélerőműveket lajstromba véve arra jutott, hogy a 2050-ig  üzemből kivont turbinalapátok össztömege  közelítőleg 7,5 millió tonna. A lapátok jellegzetessége, hogy egy ép lapát átlagos fajlagos tömege csak 33 kg/m3, így ez a 7,5 millió tonna turbinalapát 228 millió köbméter hulladékot jelent. A nagy szilárdságú üveg- vagy szénszál erősítésű műanyagszerkezetek kezelésének jelenleg legelterjedtebb módja a szeméttelepeken történő elföldelés. Mivel az érintett hulladék mennyisége évről évre nő, ez a megoldás hosszabb távon környezetvédelmi szempontból járhatatlan. Viszonylag kis mennyiséget égetőművekben és/vagy cementégetőkben semmisítenek meg, ezzel némi energiát visszanyerve. Folynak kísérletek a rostanyag visszanyerésére, de az így visszanyert anyag csak jóval alacsonyabb műszaki elvárások teljesítésére képes.
A szélerőművek felületre vetített fajlagos teljesítménye igen alacsony. Ez a W/m2 mértékegységben kifejezett mutató azt jelzi, mekkora területre van szükség egységnyi energia, esetünkben egységnyi mennyiségű villamosáram előállításához. E mutató középértéke szélerőműveknél 1,84 W/m², fotovoltaikus erőműveknél 6,63 W/m², nukleáris erőműveknél 240,81 W/m², gázüzemű erőműveknél 482,1 W/m². Az MVM Paksi Atomerőmű 240 hektáron állít elő 2 gigawatt villamosáramot, azaz felületre vetített fajlagos teljesítménye közelítőleg 833 W/m².
A nagy kiterjedésű erőművi telepek, a kiterjedt telepek szélturbináit összekötő kiszolgálóutak jelentős élőhelyvesztést és -töredeződést okoznak. Ezeken az erősen töredezett és bolygatott élőhelyeken kevés faj marad meg. A nagy sebességgel forgó turbinalapátok (A szélerőművek szélturbinái jellemzően 5 m/s (18 km/h) szélsebességnél kapcsolnak be, és biztonsági okokból 25 m/s (90 km/h) szélsebességnél állnak le. Ennek megfelelően a szélturbinák lapátcsúcsai közelítőleg 90 km/h és 270 km/h közti sebességgel forognak.) súlyosan veszélyeztetik a repülő állatokat, ideértve a rovarokat, repülő kisemlősöket (elsősorban a denevéreket) és madarakat egyaránt.
A szélerőművek jelentős zajt és erőteljes alacsonyfrekvenciás (20 Hz alatti frekvenciájú) rezgéseket, valamint fény-árnyék villódzást keltenek. E zaj, rezgések és villódzás mind az élővilágot,  mind az embereket zavarja. A szélerőművek környezeti/élettani hatásainak e szegmensét mind a mai napig nem vizsgálták tárgyilagos módon, azonban a szélerőművi telepek közelében fekvő ingatlanok jelentős, 5~10 százalékos értékvesztése jelzi, hogy senki nem él szívesen azok közelében.
A szélerőművek energiát vonnak ki a légkörből, ami a turbinák keverő hatásával együtt jól kimutatható mértékben hatással van szűkebb és tágabb környezetük mikro- és mezoklímájára. A nagyobb méretű szélerőművek megváltoztatják tágabb környezetük hő- és páraviszonyait, befolyásolják a felhőképződést.
A tengeri szélerőművek kapcsán derült fény arra, hogy az agresszív sósvízi környezetben a szélturbinák aktív korrózióvédelmére használt anódanyagok, mint az alumínium, cink és indium jelentős, évi több ezer tonnás mennyiségben kerülnek a tengervízbe az Európában jelenleg üzemben lévő tengeri szélerőművekből. Azonban ezek a toxikus elemek a tengerben nem bomlanak le, hanem a vízben elkeveredve a távolsággal hígulnak, illetve kiülnek és felhalmozódnak a tengeri üledékben. Hatásuk a tengeri élővilágra, a halak és puhatestűek halászatára, az ehető tengeri növények gyűjtésére és az akvakultúrás termesztésre-tenyésztésre nézvést is végzetes lehet, mivel ezek az emberekre is ártalmas fémek felhalmozódnak az emberi fogyasztásra szánt tengeri élőlények szervezetében.

## Előnyei
A szélenergia előállítási költsége jelentős csökkenésen ment keresztül az elmúlt két évtized során, és ez a trend, ha kisebb mértékben is, de várhatóan folytatódik. Emellett a szélerőművek a Harvard Egyetem kutatói szerint képesek lennének az emberiség energiafogyasztásának többszörösét előállítani. Fontos előnye még, hogy megújuló energiaforrásként nem kell annak kimerülésétől tartani, bár globális eloszlása idővel átalakulhat.
A szélerőművek telepítése csökkentheti a globális felmelegedésért részben felelős üvegházhatású gázok kibocsátását. Egy 2022-ben megjelent tanulmány a Föld teljes  2019-ben meglévő szélerőművi teljesítményének 79 százalékát feldolgozó adatgyűjtés és modellszámítás után a szélturbinák üvegházhatású gáz lábnyomának (GHG footprint) középértékét 10g CO2eq/kWh villanyáramra teszi egy 4-től 56 grammig terjedő tartománnyal. Azonban a legtöbb e témában megjelent hasonló életciklus-értékeléshez, számításhoz hasonlóan, ahogy azt a szerzők maguk is elismerik, ez a munka sem veszi figyelembe a szélerőművek életciklusának végén, az erőművek elbontása kapcsán keletkező kibocsátást. A szerzők eltekintettek a szélerőművek villamos hálózatba kötésének kibocsátásvizsgálatától is, ami, ahogy azt leszögezik, szélsőségesen változó, és igen jelentős elem lehet a tengeri szélerőművek esetében.
A szélerőművek telepíthetők decentralizáltan is, ami lehetővé teszi a távoli területek áramellátását az országos elosztóhálózatok kiépítése nélkül is. Ez azonban csak a nagy területű és ritkán lakott országok esetében érdekes. A szélerőművek földterületén korlátozott mértékben a mezőgazdasági művelés is tovább folytatódhat.

## Külső hivatkozások
- NATO-s radarpara tehet be a szélerőműveknek
- A szélenergia - Muszakiak.hu - a műszaki portál
- Wind Force 12 A blueprint to achieve 12% of the world's electricity from wind power by 2020 PDF – Greenpeace
- Hötker, H., Thomsen, K.-M. and H. Jeromin (2006): Impacts on biodiversity of exploitation of renewable energy sources: the example of birds and bats - facts, gaps in knowledge, demands for further research, and ornithological guidelines for the development of enewable energy exploitation Archiválva 2015. szeptember 19-i dátummal a Wayback Machine-ben PDF – Michael-Otto-Institut im NABU, Bergenhusen.
- Mark Desholm (2006): Wind farm related mortality among avian migrants – a remote sensing study and model analysis PDF PhD thesis. Dept. of Wildlife Ecology and Biodiversity, NERI, and Dept. of Population Biology, University of Copenhagen. National Environmental Research Institute, Denmark. (angolul) ISBN 978-87-7772-959-1
- Radics Kornélia (2004): A szélenergia hasznosításának lehetőségei Magyarországon. A doktori értekezés tézisei. Eötvös Loránd Tudományegyetem, Meteorológiai Tanszék
- Tájékoztató a szélerőművek elhelyezésének táj- és természetvédelmi szempontjairól PDF KvVM Budapest, 2005
- A Magyar Szélenergia Tudományos Egyesület archivált munkái
- A Magyar Szélenergia Tudományos Egyesület archivált cikkei